# Kippfehler
Ein Kippfehler oder Abbefehler ist in der Längen-Messtechnik die Abweichung zwischen gemessenem und tatsächlichem Wert. Im Gegensatz zu zufälligen gehören Kippfehler zu den systematischen Fehlern. Sie haben unter gleichen Bedingungen die gleiche Größe, treten regelmäßig auf und können erfasst werden. Sie können somit durch geeignete Korrekturmaßnahmen kompensiert werden. 
Kippfehler werden in mehrere Ordnungen unterteilt:
- Der Kippfehler 1. Ordnung tritt am häufigsten auf. Er entsteht durch schräges Ablesen oder zu hohe Messkraft, zum Beispiel beim Messschieber.
- Ein Kippfehler 2. Ordnung wird verursacht durch schräges Ansetzen. Messinstrument und Prüfling fluchten dann nicht exakt.
- Der Kippfehler 3. Ordnung entsteht nur bei optischen Längen-Messinstrumenten, bedingt durch deren Aufbau und Arbeitsweise.